# Gerstheim
Gerstheim ist eine französische Gemeinde mit 3463 Einwohnern (Stand 1. Januar 2021) im Département Bas-Rhin in der Region Grand Est (bis 2015 Elsass).

## Geschichte
Erstmals urkundlich erwähnt wurde Gerstheim noch als Gerbodesheim im Jahr 1066. Damals gehörte der größte Teil des Gebiets den Familien von Bock und von Berstett. Bekannt war auch die Familie derer von Geroldseck. Walter von Schwanau wurde durch seine Blockade der Wasserwege für die Händler von seinem Wasserschloss Schwanau aus und für seine Raubüberfälle bekannt. Das Schloss wurde 1333 geschleift.
Von 1871 bis zum Ende des Ersten Weltkriegs gehörte Gerstheim als Teil des Reichslandes Elsaß-Lothringen zum Deutschen Reich und war dem Kreis Erstein im Bezirk Unterelsaß zugeordnet.
Im Jahr 1976 ließ die EDF einen siebzig Meter hohen Messturm auf einem 180 Hektar großen Gelände in Gerstheim errichten. An der Stelle war ein Standort für einen Nuklearpark mit Anreicherungsanlage vorgesehen. Nach einer längeren Bauplatzbesetzung gab die EDF 1977 die Pläne für den Bau des AKW in Gerstheim auf.

## Bevölkerungsentwicklung
| Jahr      | 1962 | 1968 | 1975 | 1982 | 1990 | 1999 | 2010 | 2018 |
| --------- | ---- | ---- | ---- | ---- | ---- | ---- | ---- | ---- |
| Einwohner | 1690 | 2057 | 2830 | 3008 | 2808 | 2785 | 3233 | 3447 |

## Religionen

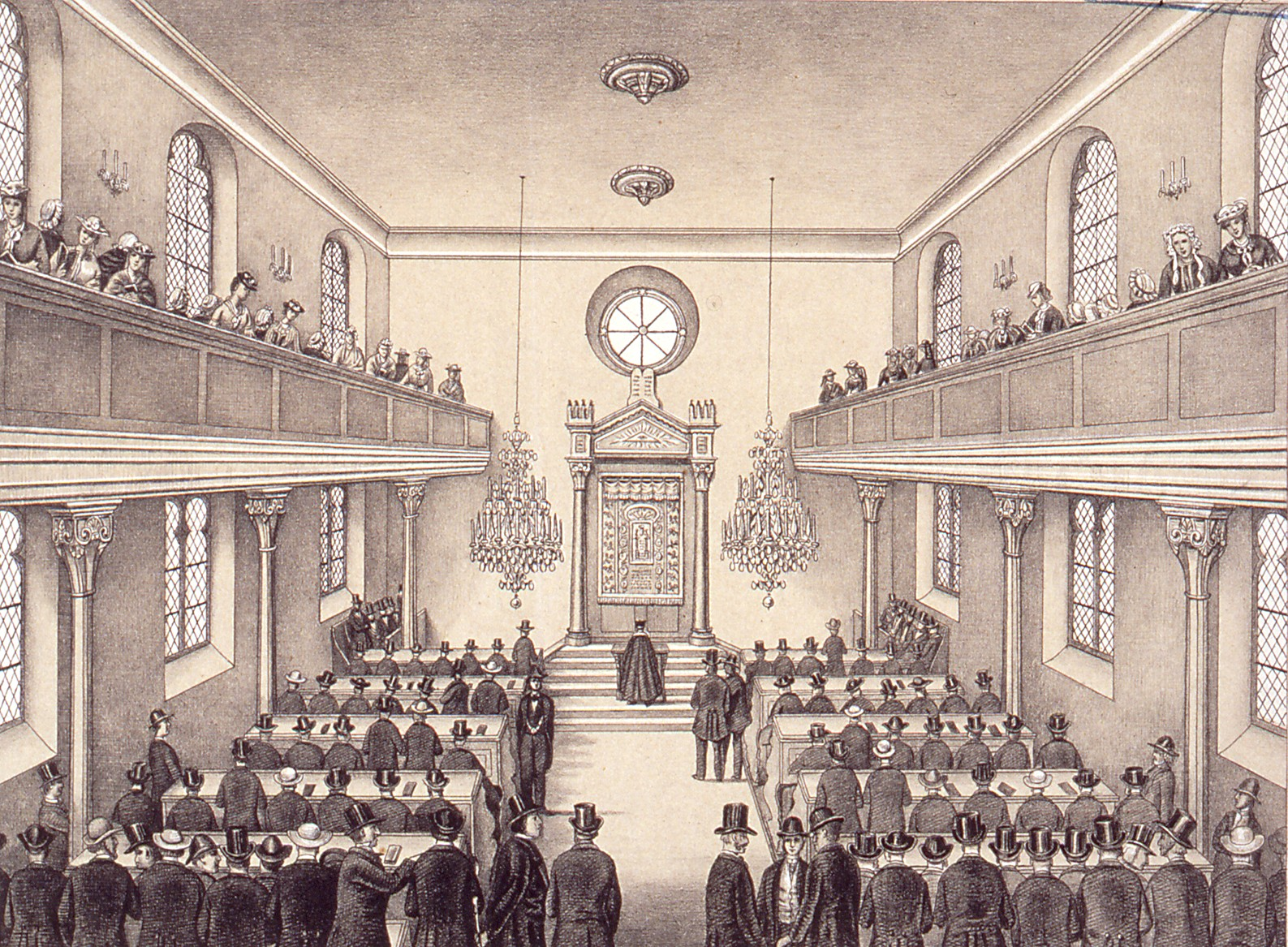
Innenansicht der ehemaligen Synagoge

Gerstheim besaß einen nicht geringen jüdischen Bevölkerungsanteil. Die erste Synagoge wurde 1824 auf dem Gebiet des heutigen Friedhofes errichtet. 1874 wurde ein Nachfolgebau an anderer Stelle, in der Rue du Rhin, errichtet. Diese Synagoge von Gerstheim wurde 1940 von deutschen Soldaten geschändet, geplündert und dann als Gefangenenlager zweckentfremdet. Die verbliebenen jüdischen Einwohner des Ortes wurden im selben Jahr nach Südfrankreich deportiert. Das baufällige Synagogengebäude wurde 1966 abgebrochen.
Die Angehörigen der beiden christlichen Konfessionen nutzten gemeinsam ein Kirchengebäude, bis 1865 der Bau einer zweiten Kirche beschlossen wurde.

## Sehenswürdigkeiten
Die alte Innenstadt mit dem Lachter, auch Muhlbach genannt, der einst die Mühle von Gerstheim antrieb und für die Elektrizitätsversorgung des Ortes sorgte, gilt als Touristenattraktion und wird hin und wieder auch als „Klein-Venedig“ bezeichnet.
In der evangelischen Kirche befindet sich eine Orgel der Gebrüder Wetzel aus der Zeit um 1870. 1917 wurde ein Teil des Instruments von den deutschen Truppen requiriert. 1926 wurde die Orgel von Edmond Alexandre Roethinger wieder vervollständigt. Vermutlich hat er sie damals auch erweitert. 1972 erfolgte eine weitere Restaurierung.
Der Brunnen vor dem Festsaal wurde im Jahr 2000 preisgekrönt.
Ein imposantes Gebäude aus dem 18. Jahrhundert, das einst dem Bürgermeister Edouard Lauffenburger gehörte, ist heute in städtischem Besitz.
Die katholische Kirche, die nach dem Beschluss von 1865 errichtet werden sollte, entstand unter persönlichen Opfern der Bürger, da aus Geldmangel die Kommune zunächst beschlossen hatte, Turm und Kirchenschiff nacheinander zu errichten. Nachdem die private Sammlung auf Initiative des Pfarrers Huss nicht zu dem gewünschten Ergebnis geführt hatte, wandte man sich schließlich an Kaiser Napoleon III. 1869 konnte der Bau der kompletten Kirche beschlossen werden. Für die Ausstattung war die Gemeinde wieder auf private Spenden angewiesen. In der Nacht vom 24. auf den 25. November 2011 wurde die Kirche durch einen Brand schwer beschädigt. Bis zur Wiederherstellung 2014 nutzte die katholische Gemeinde wieder die evangelische Kirche Saint-Guillaume für den Gottesdienst, die bereits bis 1869 als sogenannte Simultankirche beiden christlichen Konfessionen zur Verfügung stand.
Überreste der Maginot-Linie und Kasematten aus der Zeit des Zweiten Weltkriegs befinden sich ebenfalls auf Gemeindegebiet.
Bei Gerstheim gibt es auch eine Rheinschleuse.

Kirchen in Gerstheim
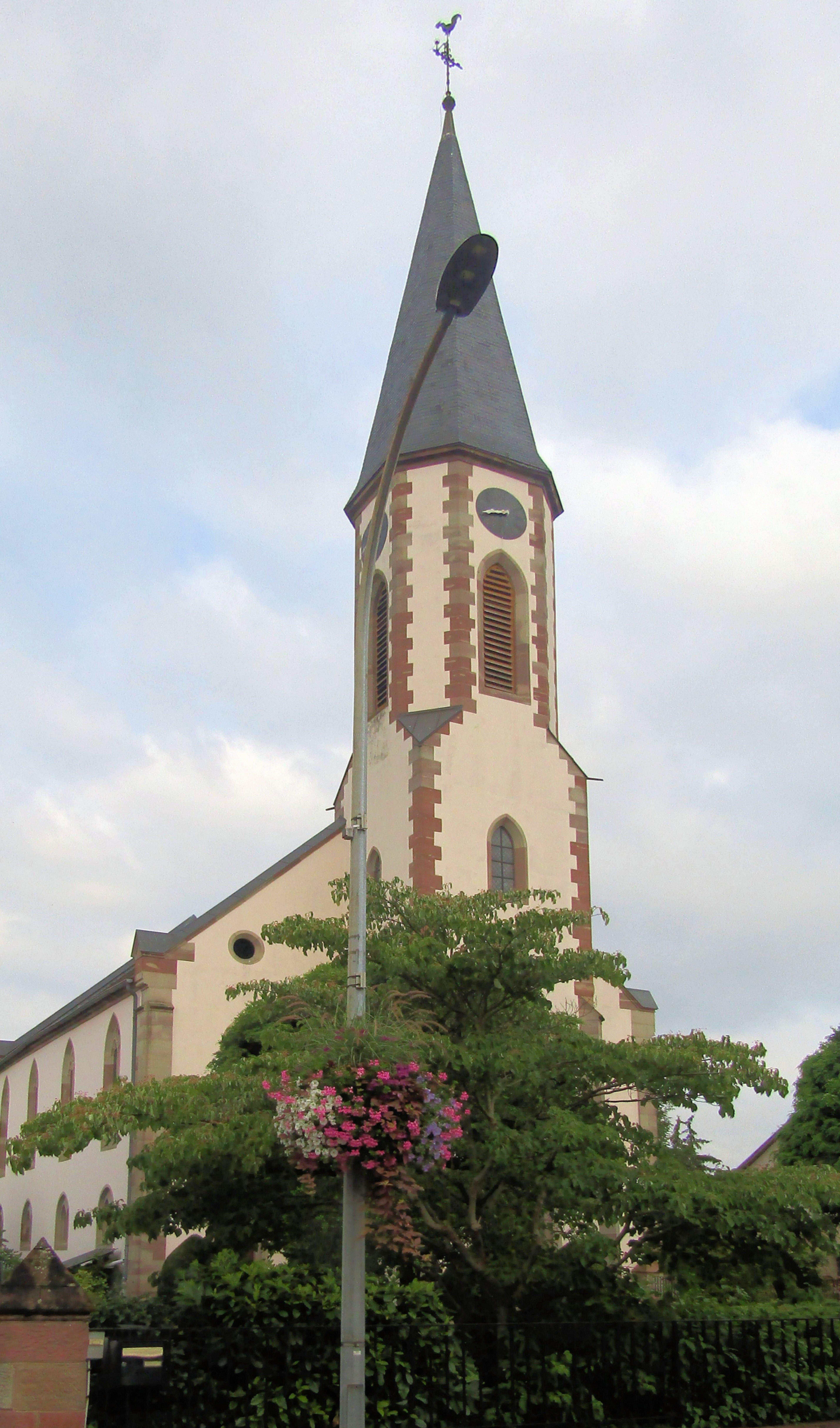
Protestantische Kirche Saint-Guillaume
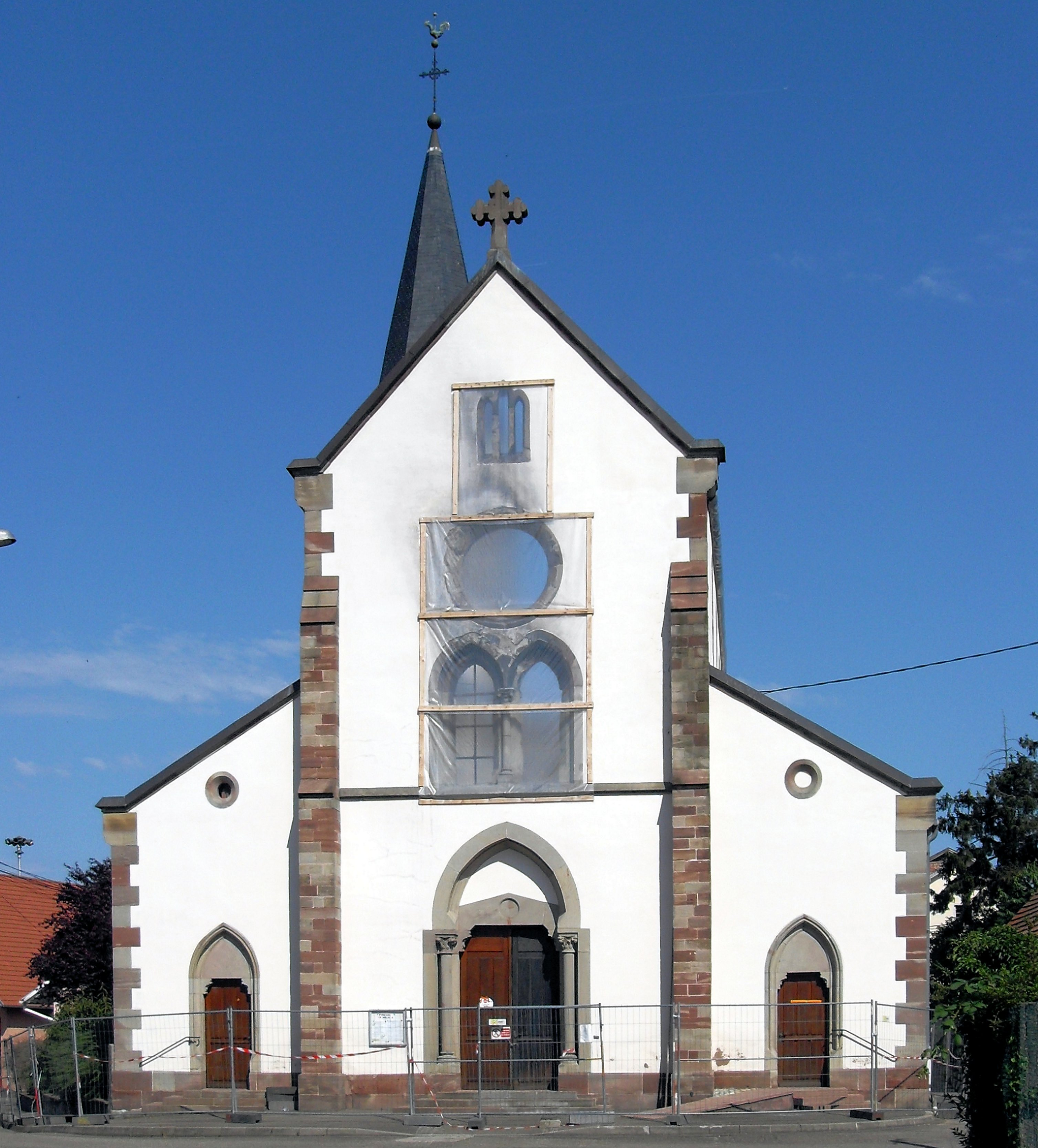
Katholische Kirche Saint-Denis

## Wirtschaft und Infrastruktur
Ab etwa 1900 fanden viele Einwohner Beschäftigung in der Tabak- und Zuckerindustrie; inzwischen gibt es auch zahlreiche andere Arbeitsmöglichkeiten. Auf dem Gemeindegebiet befindet sich an einem Seitenkanal des Rheins das Laufwasserkraftwerk Gerstheim. Über eine Brücke direkt am Kraftwerk, eine Straße auf der beim Bau des Kanals entstandenen Insel und eine weitere Brücke kann man nach Deutschland gelangen.